# Batrachorhina niveoscutellata
Batrachorhina niveoscutellata là một loài bọ cánh cứng trong họ Cerambycidae.